# Hincksipora armata
Hincksipora armata is een mosdiertjessoort uit de familie van de Hincksiporidae. De wetenschappelijke naam van de soort is voor het eerst geldig gepubliceerd in 1958 door Androsova.